# Janusz Bersz
Janusz Bersz (ur. 12 maja 1925 w Poznaniu, zm. 6 sierpnia 1985 tamże) – polski malarz, ceramik, scenograf.

## Życiorys
Urodził się 12 maja 1925 r. w Poznaniu w mieszczańskiej rodzinie przedsiębiorcy i bankowca Włodzimierza Bersza (nazwisko Bersch zostało spolszczone w 1922 r.) i Wiktorii z d. Słomińskiej. Ojciec pochodził z ewangelickiej rodziny łódzkich Niemców, wybrał polską tożsamość narodową, biorąc udział w walce o niepodległość Polski, m.in. w wojnie 1920 r. Matka wywodziła się z katolickiej rodziny wielkopolskiej z patriotycznymi tradycjami. Miał starszego o dwa lata brata Bogdana. Podczas II wojny światowej po odmowie współpracy z okupantem zostali wysiedleni z Poznania do Częstochowy w Generalnym Gubernatorstwie. W Bystrzanowicach w powiecie częstochowskim we dworze Stanisława i Konstancji Grabkowskich, przedwojennych znajomych rodziców, zaangażował się w działalność AK. Został łącznikiem podziemia, dostarczał z apteki w Krakowie leki i opatrunki dla zgrupowania partyzanckiego AK stacjonującego w lasach wokół Złotego Potoku pod dowództwem Jerzego Kurpińskiego „Ponurego”. Aresztowany prawdopodobnie jesienią 1944 roku w wyniku obławy po bitwie z Niemcami, jaką stoczyli partyzanci w okolicach Bystrzanowic i Sierakowa. Więziony na Zamku Lubelskim, trafił następnie na roboty przymusowe w alpejskiej części Tyrolu. Po wyzwoleniu przebywał w Paryżu, gdzie w 1945 roku rozpoczął studia w École nationale supérieure des beaux-arts. We Francji poznał Wandę z d. Czernichowską, łączniczkę powstania warszawskiego, do kwietnia 1945 więźniarkę obozu koncentracyjnego w Oberlangen. W 1946 r. wrócił z żoną do Polski. Od roku 1947 studiował w Państwowej Wyższej Szkole Sztuk Plastycznych w Poznaniu w pracowni malarza prof. Eustachego Wasilkowskiego. Jednocześnie w latach 1948–50 był studentem biologii i medycyny na Uniwersytecie Poznańskim. Całe życie związany z rodzinnym Poznaniem. Mieszkał i pracował w kamienicy na Łazarzu przy ul. Matejki 47. Uprawiał malarstwo olejne, akwarelistykę, rysunek i ceramikę. W latach 50. zainteresował się projektowaniem przemysłowym. W latach 1960–1972 zrealizował kilkanaście projektów scenografii i kostiumów, a także opracowywał graficznie programy teatralne dla scen Poznania, Gorzowa Wielkopolskiego i Gniezna. Członek Związku Polskich Artystów Plastyków. W latach 1953–1983 brał udział w kilkudziesięciu wystawach zbiorowych i indywidualnych w kraju i za granicą. W 1976 r. otrzymał brązowy medal w dziedzinie malarstwa na wystawie Salon International Paris-Sud we Francji. Jego prace znajdują się m.in. w Muzeum Narodowym w Poznaniu, Muzeum Narodowym w Warszawie, Muzeum w Koszalinie, Muzeum Warmii i Mazur w Olsztynie, Muzeum Pomorza Środkowego w Słupsku, Muzeum Okręgowym w Bydgoszczy i w Centre Georges Pompidou w Paryżu oraz w kolekcjach prywatnych w Polsce i za granicą.
Od 1972 roku w drugim małżeństwie z Anną Bersz z d. Błaszczyk. Zmarł w wieku 60 lat. Pochowany na cmentarzu Górczyńskim w Poznaniu z rodzicami Włodzimierzem i Wiktorią. Z Wandą Bersz z d. Czernichowską miał troje dzieci: Wojciecha (ur. 1946), Andrzeja (ur. 1948, zm. 2016) i Katarzynę (ur. 1950). Wszyscy troje zostali artystami plastykami. Z drugą żoną Anną nie miał dzieci.

## Malarstwo

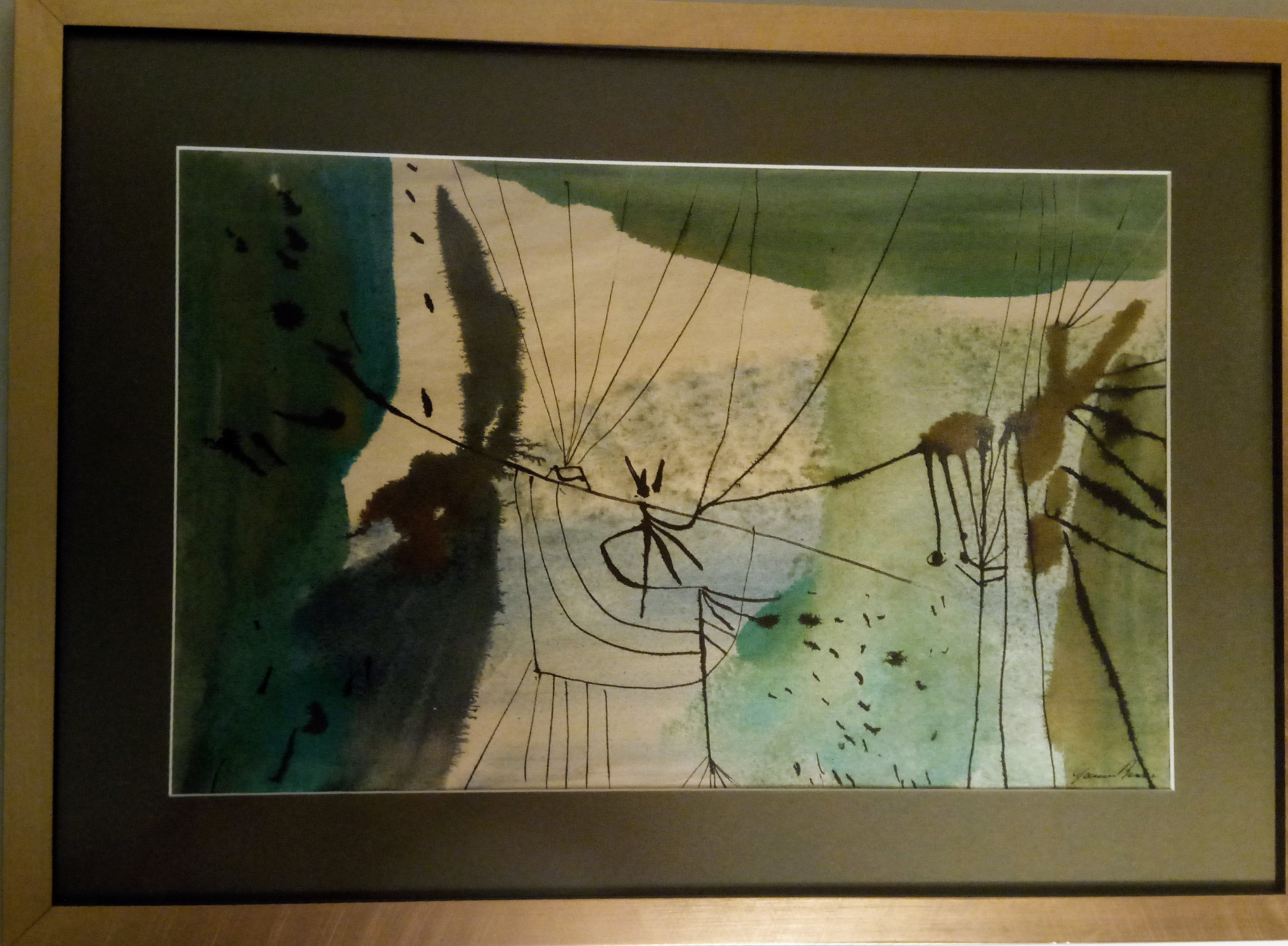
Gwasz Janusza Bersza (koniec lat 60.)

Malować zaczął podczas okupacji w Częstochowie. W 1945 roku zapisał się na kursy malarskie w pracowni francuskiego klasycyzującego kubisty, prof. Jeana Souverbie w École nationale supérieure des beaux-arts w Paryżu. W latach 1947–1950 studiował malarstwo i architekturę wnętrz w Państwowej Wyższej Szkole Sztuk Plastycznych w Poznaniu w pracowni prof. Eustachego Wasilkowskiego. W latach 50. wykonywał zlecenia z zakresu konserwacji i odtwarzania polichromii w kościołach na Pomorzu i w Wielkopolsce. Debiutancką wystawę indywidualną pokazał w 1956 w Klubie ZPAP w Poznaniu. Ważnym wydarzeniem w jego biografii artystycznej było zetknięcie się po 1958 roku z twórczością wybitnego malarza Piotra Potworowskiego. Był jednym z pierwszych uczestników Międzynarodowych Plenerów Koszalińskich oraz Spotkań Plastyków i Naukowców w Osiekach (1963, 1964). W 1962 i 1966 miał wystawy w Warszawie w Galerii Sztuki Nowoczesnej oraz Galerii Współczesnej. W 1965 prezentował swoje obrazy na „Exposition de Noël” – wystawie młodych twórców z kilku kontynentów w La Galerie Alice Pauli w Lozannie w Szwajcarii, a także w Lubece i w Kolonii w Niemczech podczas Wystawy Sztuki Polskiej oraz w 1968 roku na wystawie indywidualnej w Karlstadzie w Szwecji w galerii Modern Nordisk Konst. Lata 1956–1969 były najbardziej aktywnym okresem działalności Bersza, jako malarza. Na przełomie lat 50. i 60. zdobył pozycję jednego z czołowych przedstawicieli tzw. abstrakcji aluzyjnej. Uprawiał malarstwo sztalugowe, akwarelę i gwasz. Jego wczesne prace odznaczały się spontanicznością wyrazu i sensualizmem, krytyka nazywała go „lirycznym poetą informelu”. Nie utożsamiał się z żadnym kierunkiem, nie uprawiał sztuki programowej, tworzył instynktownie pod wpływem własnych reakcji psychicznych. Odporny na mody malarskie, pozostawał w kręgu oddziaływania mistrzów: Pabla Picassa, Henri Matisse’a czy Piotra Potworowskiego. W latach 60. liryzm ustępował w jego twórczości ciemniejszej palecie emocjonalno–kolorystycznej, a w abstrakcyjnej formie malarskiej pojawiły się wyraziste elementy ekspresyjne. W latach 70. odszedł od abstrakcji bezforemnej, zwracając się w stronę nadrealizmu i metafory. Być może pod wpływem realizacji teatralnych, bliższe stały mu się motywy figuratywne, mitologiczne i fantastyczne. W drugiej połowie lat 70. powrócił do malarstwa przedstawiającego. Pod koniec życia stworzył serię figuratywnych pasteli inspirowanych motywami sakralnymi.

## Ceramika

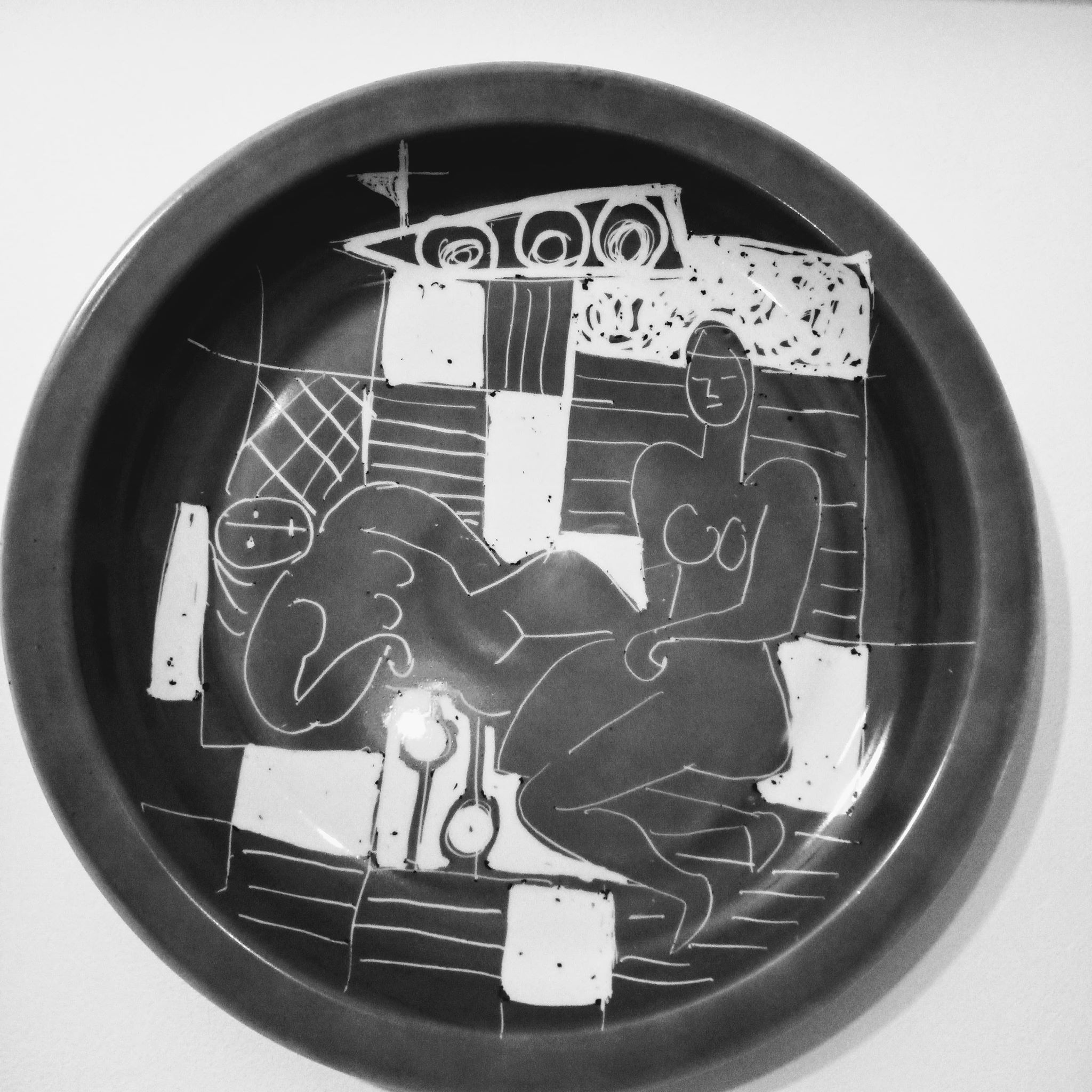
Talerz ceramiczny Janusza Bersza (ok. 1960)

W drugiej połowie lat 50. zainteresował się zagadnieniami projektowania przemysłowego, przede wszystkim technologią wytwarzania ceramiki. Brał udział w ogólnopolskich plenerach artystycznych w Zakładach Porcelany i Porcelitu w Chodzieży, gdzie wykonywał zdobienia na talerzach i półmiskach, które uwidoczniły jego fascynację kubizmem europejskim, rozwinął motywy rysunkowe i malarskie w stylu Pabla Picassa i Henri Matisse’a. W następnej dekadzie zaczął tworzyć szamotowe rzeźby ceramiczne oraz dekoracyjno–użytkowe przedmioty przestrzenne z majoliki. Była to ceramika lepiona ręcznie, wypalana, szkliwiona i malowana w najróżniejsze ornamenty: figurki, fantastyczne zwierzęta i postacie, wazony, imbryki, dzbany, misy, świeczniki, puzderka, wisiorki, kafle. Na styl i formę ceramiki Janusza Bersza miało wpływ spotkanie z Eugeniuszem Renkowskim, etatowym plastykiem i projektantem porcelany w Chodzieży, a także udział w 1962 roku w Międzynarodowej Wystawie Ceramiki w Pradze, gdzie zetknął się z dziełami twórców m.in. z Argentyny, Francji i Włoch. Z czasem ceramika stała się dla niego drugą obok malarstwa najważniejszą dyscypliną artystyczną. W latach 70. zakupił w Szwecji piec do wypału i wciągnął do domowej manufaktury żonę Wandę, dzieci: Wojciecha, Andrzeja i Katarzynę Bersz–Letki, absolwentów Akademii Sztuk Pięknych w Warszawie oraz swoją synową Agnieszkę Kowarską–Bersz (ur. 1948), rzeźbiarkę, a w drugiej połowie lat 70. również drugą żonę Annę. Powstała wtedy marka artystyczna Ceramika Berszów, w której każdy członek rodziny wypracował nieco odmienny styl artystyczny, pozostając przy technice majoliki szkliwionej. Każdy przedmiot wykonany przez Janusza i jego rodzinę był sygnowany: rysunkiem psa pudla, podpisami J.W. Bersz, Janusz Bersz, Janusz i Wanda Bersz, J.A. Bersz i innymi. Z czasem powstało logo Ceramiki Berszów „sześć punktów połączonych liniami w dwa trójkąty, jeden wpisany w drugi”. Janusz Bersz zrealizował przynajmniej kilka projektów ceramicznych w obiektach użyteczności publicznej w Poznaniu. Do najbardziej znanych należą ceramiczna okładzina ścienna ze zmultiplikowanymi elementami w kawiarni hotelu „Merkury” (1963) oraz tablica dekoracyjna ze szkliwionymi reliefowymi motywami bajkowymi w klatce schodowej Przedszkola nr 9 na os. Jagiellońskim (1973). Interesował się również rozwijaniem technologii ceramicznych okładzin zewnętrznymi budynków. W latach 1965–66 był wykładowcą ceramiki architektonicznej w Zakładzie Ceramiki Katedry Rzeźby PWSSP.

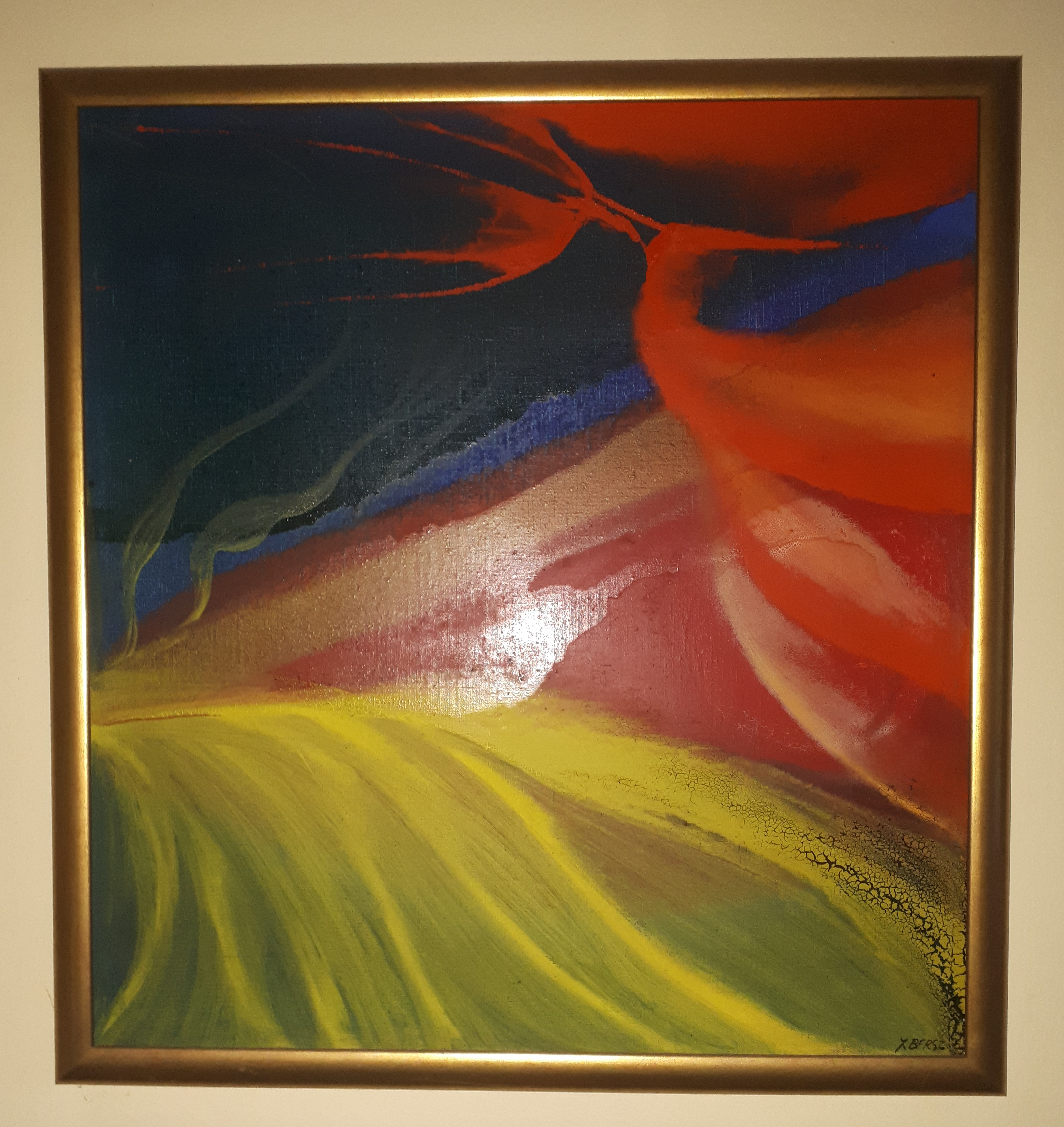
Obraz olejny Janusza Bersza (pierwsza połowa lat 70.)